# Patrões Fora: Temporada de Verão (1.ª temporada)
A primeira temporada de Patrões Fora: Temporada de Verão foi exibida na SIC de 7 de agosto de 2021 a 28 de agosto de 2021.
Conta com João Baião, Natalina José, Noémia Costa, Carlos Areia, Tiago Aldeia e Sofia Arruda no elenco principal.

## Elenco

### Elenco principal
| Ator/Atriz    | Personagem                     |
| ------------- | ------------------------------ |
| João Baião    | Maria Odete Barata             |
| Natalina José | Emília «Milita» Barata         |
| Noémia Costa  | Benvinda dos Anjos             |
| Carlos Areia  | Norberto Silva                 |
| Tiago Aldeia  | Manuel «Nelo» Cristiano Barata |
| Sofia Arruda  | Cindy Kelly da Silva Carocha   |

### Participação especial
| Ator/Atriz   | Personagem |
| ------------ | ---------- |
| Diana Chaves | Ela mesma  |

### Artistas convidados
| Artista | Personagem |
| ------- | ---------- |
| Emanuel | Ele mesmo  |

### Elenco adicional
| Ator/Atriz      | Personagem                          |
| --------------- | ----------------------------------- |
| Luís Aleluia    | Ernesto                             |
| Guilherme Leite | Sultão 'Abdul Ala Que Se Faz Tarde' |
| Joana França    | Vitória Stephenie                   |
| Helena Laureano | Tuxa                                |
| Ricardo Raposo  | Xavier «Xavi»                       |
| Vitor Hugo      | Venâncio Carocha                    |
| Pedro Moldão    | Agente Pires                        |
| Cátia Ribeiro   | Doutora da Conservatória            |

## Episódios
| # | ## | Título                                                   | Escrito por                                        | Exibição original    | Cód. de produção | Audiências (em milhões) |
| --- | -- | -------------------------------------------------------- | -------------------------------------------------- | -------------------- | ---------------- | ----------------------- |
| 1 | 1  | "Patrões Fora, o Diamante já cá Mora"                    | Vera Sacramento, Roberto Pereira e Sérgio Henrique | 7 de agosto de 2021  | TV01             | 0.93                    |
| Adicional: Luís Aleluia como Ernesto e Guilherme Leite como Sultão 'Abdul Ala Que Se Faz Tarde'                                                                                         |    |                                                          |                                                    |                      |                  |                         |
| 2 | 2  | "Patrões Fora, Como é Que Eu Me Safo Desta Agora?"       | Vera Sacramento, Roberto Pereira e Sérgio Henrique | 14 de agosto de 2021 | TV02             | 0.77                    |
| Participação: Dr. Almeida Nunes como ele mesmo Adicional: João Didelet como Simão Malataia                                                                                              |    |                                                          |                                                    |                      |                  |                         |
| 3 | 3  | "Patrões Fora e Dentro, Isto Ainda Vai Dar em Casamento" | Vera Sacramento, Roberto Pereira e Sérgio Henrique | 21 de agosto de 2021 | TV03             | 0.83                    |
| Artista Convidado: Emanuel como ele mesmo Participação: Diana Chaves como ela mesma Adicional: Joana França como Vitória Stephanie                                                      |    |                                                          |                                                    |                      |                  |                         |
| 4 | 4  | "Patrões Fora, o Que Será dos Baratas Agora?"            | Vera Sacramento, Roberto Pereira e Sérgio Henrique | 28 de agosto de 2021 | TV04             | 0.89                    |
| Adicional: Helena Laureano como Tuxa, Ricardo Raposo como Xavier «Xavi», Vitor Hugo como Venâncio Carocha, Pedro Moldão como Agente Pires e Cátia Ribeiro como Doutora da Conservatória |    |                                                          |                                                    |                      |                  |                         |